# ベルント・グレムザー
ベルント・グレムザー（Bernd Glemser, *1962年5月30日 デュルプハイム ）はドイツのピアニスト・音楽教師。

## 略歴
7歳でピアノの手解きを受ける。まだ学生時代の訓練期間に、ロシア出身のピアニストで音楽教師のヴィターリ・マルグリスに入門した。1981年より17の国際的な音楽コンクールに出場して注目を集め、1987年にミュンヘン国際音楽コンクールに入賞してからは、世界の少数精鋭の一人に数えられるようになった。国際コンクールでの一位に入賞回数は17回を数える。1989年に、まだフライブルク高等音楽学校の教育実習生だった時に、ザールラント高等音楽学校への勤務を命ぜられ、当時ドイツで最年少の大学教授としてザールブリュッケンに赴任した。1996年からはヴュルツブルク高等音楽学校のピアノ教授に就任している。
レパートリーはバロック時代から現代までの鍵盤楽曲を網羅している。19世紀後半から20世紀初頭にかけてのヴィルトゥオーゾの楽曲を専門としており、中でもフランツ・リストやフェルッチョ・ブゾーニ、アレクサンドル・スクリャービン、セルゲイ・ラフマニノフを得意としている。録音も数多く、とりわけロベルト・シューマンやセルゲイ・プロコフィエフのピアノ・ソナタの全曲録音は高い評価を勝ち得ている。また、2007年の映画『スパイダーマン3』に流れるラフマニノフの《ピアノ協奏曲 第2番 ハ短調》は、グレムザーの録音が転用されている。
世界的に著名なピアニストとして演奏会に招待され、これまでにヨーロッパ以外にアメリカ合衆国やカナダ、南米、日本、中華人民共和国、オーストラリアやニュージーランドを訪れている。1992年にはアンドール・フォルデス賞を獲得し、2003年にはドイツ連邦大統領ヨハネス・ラウ本人より連邦功労十字章を授与された。